# Hans Schumacher (Jurist)
Hans Karl Schumacher (* 12. Juni 1907 in Barmen; † 16. September 1992 in Kassel) war ein deutscher Jurist, SS-Sturmbannführer, Kriminalrat, Leiter der Gestapo in Kiew und Stalino und nach dem Zweiten Weltkrieg Mitarbeiter der Organisation Gehlen.
Er ist nicht zu verwechseln mit dem SS-Unterscharführer Hans Schumacher (* 31. August 1906 in Düsseldorf; † 28. Januar 1948 in Krakau hingerichtet), Aufseher im KZ Auschwitz-Birkenau.

## Schule, Studium und Promotion
Nach dem Umzug seiner Eltern, dem Prokuristen Carl Schumacher und seiner Ehefrau Paula Jöge, im Jahre 1912 nach Gladbach-Rheydt besuchte er dort die Volks- und Oberrealschule, wo er im Jahre 1926 die Prüfung zum Abitur bestand. Danach studierte er das Fach der Staats- und Rechtswissenschaften an den Universitäten von Würzburg, Erlangen und Bonn. Das Studium beendete er im Jahre 1930 am 15. Februar mit der Ersten Juristischen Staatsprüfung beim Oberlandesgericht Köln. Sein Vorbereitungsdienst für die Laufbahn im höheren Justizdienst begann er am 15. März 1930.
Die Promotion zum Dr. jur. erlangte er als Referendar am Amtsgericht Mönchengladbach im Jahre 1930 an der Universität Erlangen mit dem Thema Die Sicherungs-Übereignung unter besonderer Berücksichtigung der Stellung des Treunehmers im Konkurs des Treugebers und bei der Zwangsvollstreckung gegen denselben, wobei Friedrich Lent der Referent war, der das Thema Schumacher gestellt hatte. Am 19. Juli 1932 wurde ihm die Approbation erteilt. Die Große Juristische Staatsprüfung bestand er im März 1934 beim Preußischen Justizministerium.

## Politische Orientierung
Im Jahre 1925 wurde er Mitglied der nationalistischen Kampforganisation Wehrwolf. Mitglied für wenige Monate war er im Jahre 1932 bei der Deutschnationalen Volkspartei (DNVP). Als Beamter der Kriminalpolizei trat er am 1. Mai 1933 der NSDAP (Mitgliedsnummer 2.880.022) bei. Das Landgericht Karlsruhe bescheinigte ihm im Urteil vom 20. Dezember 1961, dass er kein willfähriger Parteigänger und Mitstreiter des Nationalsozialismus gewesen sei. Im Prozess gegen ihn kam zur Sprache, dass er es abgelehnt habe, den Dienst bei der Gestapo aufzunehmen. Sein Pflichtgefühl und seine Gehorsamspflicht seien mehr von den Grundsätzen althergebrachten Beamtentums als von nationalsozialistischem Gedankengut und Zielsetzung bestimmt gewesen. Mintert beurteilte ihn als einen Typus eines Opportunisten und Konformisten, nicht als radikaler Nationalsozialist, kein Weltanschauungs- oder Exzeßtäter.

## Kriminalpolizei und SS
Da seine Laufbahnaussichten im juristischen Staatsdienst nicht aussichtsreich waren wegen der großen Anzahl von Bewerbern, entschied er sich für den Beruf des Kriminalisten. Im Juli 1934 trat er eine Tätigkeit als Kriminalkommissaranwärter in Berlin an. Nach entsprechender Ausbildung wurde er am 1. Juli 1936 zum Kriminalkommissar ernannt. Danach ging er zur Kriminalpolizeileitstelle Düsseldorf, wo er ab dem 1. Oktober 1936 die Personalstelle und den Erkennungsdienst leitete. Mitglied der SS (Mitgliedsnummer 306.629) wurde er am 1. Januar 1939. Nach Wien wurde er am 15. Februar 1939 versetzt, wo er im Polizeidienst eine Dienststelle leitete. In gleicher Funktion war er ab November 1939 in Prag tätig. Seine Ernennung zum Kriminalrat erfolgte am 1. August 1940.

## Dozent an der Grenzpolizeischule Pretzsch
Zur Grenzpolizeischule Pretzsch wurde er durch eine Anweisung aus dem Reichssicherheitshauptamtes (RSHA) am 1. November 1940 versetzt, und zwar zur Abteilung Bad Schmiedeberg. Bis zum Mai 1941 hatte er dort die Aufgabenstellung, die Aufsicht über den Lehrbetrieb zu führen, wobei er selbst das Fach Strafrecht unterrichtete. Er bereitete in dem Lehrgang, der acht Wochen dauerte, Reservisten der Waffen-SS auf den Dienst in der Gestapo und der Kriminalpolizei vor. Ein Lehrgang umfasse dabei 400 Männer der SS. Während der erste Lehrgang bis Anfang Januar 1941 unterrichtet wurde, begann der zweite Lehrgang danach bis März. Diese SS-Männer wurden allerdings schon auf den Dienst in den Einsatzgruppen der Sicherheitspolizei und des SD vorbereitet. Wegen einer Erkrankung der Stimmbänder am Kehlkopf brach Schumacher seinen Dienst in Bad Schmiedeberg ab und reiste nach Prag zurück.

## Kommando in der Einsatzgruppe C
Nach erfolgreicher Behandlung wurde er am 1. Juni 1941 nach Duisburg versetzt, wo er bei der Kriminalpolizei als Inspektionsleiter tätig werden sollte. In Essen nahm er die Position eines Vertreters der Kriminalabteilung ein. Gegen Ende Oktober/Anfang November 1941 erfolgte seine Abkommandierung zur Einsatzgruppe C in Kiew. Am 9. November 1941 reiste er aus er aus Essen ab zum Reichskommissariat Ukraine im Rang eines SS-Hauptsturmführers. In Kiew befahl ihm SS-Gruppenführer Max Thomas als Chef der Einsatzgruppe C und Befehlshaber der Sicherheitspolizei und des SD (BdS) der Ukraine den Aufbau einer Abteilung IV/V der Kriminalpolizei. Dienstlich war er dabei dem BdS als auch dem Einsatzkommando 5 (EK 5) unterstellt. Aus volksdeutschen und ukrainischen Milizen sowie weiteren Kräften wuchs die Polizeieinheit bis Ende Dezember 1941 auf etwa 150 Mann an. Danach war Schumacher vom 26. Dezember bis zum 20. Januar 1942 in Urlaub.

## Gestapochef in Kiew
Thomas konfrontierte ihn nun mit einer neuen Aufgabenstellung im Zusammenhang mit der Partisanenbekämpfung. Vergeblich versuchte Schumacher darauf hinzuweisen, dass er als Kriminalist für solche Aufgaben nicht geeignet sei. Schumacher hatte inzwischen erfahren, dass sich solch eine Tätigkeit auch gegen Juden richten würde. Schumacher gab schließlich nach, weil Thomas ihm eine Ablösung beim Eintreffen eines Vertreters zusagte. Schumacher trat seine neue Dienststelle in der Melnikastraße in Kiew bei SS-Obersturmbannführer August Meier beim EK 5 an. Meier führte weitgehend die laufenden Verwaltungsaufgaben aus, während Schumacher die Aufgaben der Staatspolizei und teilweise der Kriminalpolizei übernahm.

## Liquidierung von Juden
In seinen Aufgabenbereich gehörte auch die Festnahme und Liquidierung aller angezeigten Juden, die in das Gefängnis in der Karolenkastraße 33 in Kiew eingeliefert wurden. Zu diesem Zweck stand ihm eine Gruppe von etwa 20 Mann zur Verfügung. Zum Zwecke der Hinrichtung diente ein von Schumacher angeforderter Gaswagen, um Erschießungen zu vermeiden. In den folgenden vier Wochen ließ Schumacher drei bis vier Vergasungseinsätze vornehmen, bei denen etwa 120 Personen getötet wurden, darunter etwa 100 Juden mit Frauen und Kindern.
Mitte Februar 1942 traf in Kiew SS-Obersturmbannführer Erich Ehrlinger ein, der die Dienststelle eines Kommandeurs der Sicherheitspolizei und des SD (KdS) aufbaute. Schumacher wurde von Ehrlinger zum Abteilungsleiter der Abteilungen IV der Gestapo und V der Kriminalpolizei ernannt. In dieser Dienststellung unterschrieb er die Exekutionslisten und ließ sie sich bestätigen. In den nächsten Wochen beteiligte sich Schumacher an acht bis zehn Hinrichtungen, bei denen etwa 280 bis 350 Personen getötet wurden. Davon waren wenigstens 70 Juden mit Frauen und wenigstens drei Kindern. Schumacher erschoss dabei mindestens 25 Personen, darunter auch zwei Kinder. Er begründete seinen persönlichen Einsatz damit, dass er das seinen Untergebenen schuldig sei.
Um die Zahl der Erschießungen zu verringern, erreichte Schumacher ab April 1942, dass die Festgenommenen in ein Konzentrationslager am Stadtrand von Kiew eingewiesen wurden, das als Arbeitslager dienen sollte. Mintert vermutet, dass es sich dabei um ein Außenlager des KZ Sachsenhausen, das KZ Syrez, gehandelt habe. Dorthin ließ Schumacher alle arbeitsfähigen Personen einweisen. Im Sommer 1942 nahm Schumacher Urlaub und erreichte mit Unterstützung des Leiters der Personalabteilung SS-Sturmbannführers Fritz Braune im Amt I des RSHA, dass er seinen Einsatz in der Ukraine in nächster Zeit beenden konnte. Vorerst erhielt er jedoch nach seinem Urlaub die Aufgabe, in Stalino beim KdS dort mit die Abteilungen IV und V mit aufzubauen. Daneben wurde er auch am Kampf gegen die Partisanen eingesetzt, so beispielsweise beim Unternehmen Blau. Im Juni 1942 kehrte Schumacher wieder nach Deutschland zurück. Sein Nachfolger wurde der SS-Obersturmführer Erich Wagner (1916–1960).

## Kommando in Breslau
Von August 1942 bis Juli 1943 betätigte er sich im RSHA im Amt V als Untersuchungsführer und Gerichtsoffizier im Referat I D 2 in Angelegenheiten der Disziplin der Sicherheitspolizei. Daneben wurde er mit Aufgaben bei der Kriminalpolizeileitstelle Berlin beauftragt. Ab Juli 1943 wurde er zur Kriminalpolizeileitstelle Breslau als Vertreter des Leiters versetzt. Ab Oktober 1944 übernahm er die Leitung der Abteilung V beim neu aufgebauten KdS Breslau. Da er an einer Nierenbeckenentzündung erkrankte, konnte er noch im März 1945 aus Breslau zu einem Lazarett in Nürnberg ausgeflogen werden.

## Nachkriegszeit
Als er nach seinem Lazarettaufenthalt nach Hamburg ging, wurde er dort von der deutschen Kriminalpolizei festgenommen und der britischen Militärpolizei übergeben. Da er behauptete, in der NS-Zeit nur bei der Kriminalpolizei tätig gewesen zu sein, wurde er wieder entlassen. Er ging nach Mönchengladbach und wurde dort Kanal- und Bauarbeiter. Als er in Verdacht geriet, als Leiter der Kriminalpolizei in Breslau an der Ermordung von 50 Offizieren der Royal Air Force (siehe Gesprengte Ketten) im Zeitraum März bis April 1944 beteiligt gewesen zu sein, wurde er erneut im Februar 1946 festgenommen. Nach mehreren Monaten wurde er im August 1946 wieder frei gelassen, da man ihm keine Mittäterschaft nachweisen konnte. Im Curiohaus-Prozess benannte ihn die Verteidigung sogar als Entlastungszeugen.

## Angestellter im Rheinland
In den Jahren von 1946 bis 1958 arbeitete er als Angestellter im kaufmännischen Bereich bei Firmen in Mönchengladbach, Wuppertal und Darmstadt. Im Adressbuch von Wuppertal ist er bis zum Jahre 1965 unter verschiedenen Berufsbezeichnungen aufgeführt. Seine letzte Stelle hatte er in Wuppertal als Personalchef und Rechtsberater inne. In Düsseldorf nahm er am 1. November 1958 eine Stellung als Jurist in der Rechtsabteilung des Zentralverbandes der Deutschen Haus- und Grundbesitzer an.

## Prozess und Verurteilung
Am 18. August 1959 erstattete die Ludwigsburger Zentralstelle für Kriegsverbrechen Strafanzeige wegen seiner Tätigkeiten bei der KdS in Kiew. Das Amtsgericht Karlsruhe erließ am 27. August 1959 einen Haftbefehl gegen ihn. Die Wuppertaler Polizei nahm ihn nach einem ersten Verhör in Untersuchungshaft, die vom 4. September 1959 bis zum 13. Dezember 1961 andauerte. Am 20. Dezember 1961 wurde er vom Landgericht Karlsruhe zu vier Jahren Zuchthaus wegen der gemeinschaftlichen Beihilfe in 240 Mordfällen verurteilt. Während der Verhandlung gestand Schumacher seine Straftaten, denen er sich als Volljurist bewusst war. Sein Karlsruher Verteidiger Hans Ingenohl stellte auf Forderung von Schumacher keinen Antrag auf Freispruch.
Die Revision des Urteils vor dem Bundesgerichtshof (BGH) war aus Verfahrensgründen erfolgreich, das Strafmaß blieb aber bestehen. Im Dezember 1963 wurde er wegen der gleichen Straftaten in 82 Mordfällen wiederum zu vier Jahren Zuchthaus verurteilt. Eine erneute Revision vor dem BGH scheiterte.

## Mitarbeiter in der Organisation Gehlen
Erstmals in der Hauptverhandlung gestand Schumacher seine Tätigkeit bei der Organisation Gehlen (OG) nach dem Jahre 1946 bis spätestens im Jahre 1956. Er brachte für die OG mit seinen Kenntnissen und Tätigkeiten in Prag, Breslau und der Ukraine beste Voraussetzungen mit. Außerdem kamen ihm seine Beziehungen zum RSHA zugute. Ein Zeuge bestätigte außerdem in einer Vernehmung vom 10. Februar 1960, dass Schumacher im Umgang mit eigenen und feindlichen Agenten Erfahrungen gesammelt hatte. Welche Funktion und welche Art von Tätigkeit er bei der OG ausführte, kam im Prozess nicht zur Sprache.

## Dienstgrade der SS
- Januar 1939 SS-Untersturmführer
- September 1939 SS-Obersturmführer
- Oktober 1940 SS-Hauptsturmführer
- November 1943 SS-Sturmbannführer